# FREMO
Der FREMO, ausgeschrieben Freundeskreis Europäischer Modellbahner e. V., ist ein in Deutschland eingetragener Verein, der 1981 gegründet wurde.

## Tätigkeit
In seiner Satzung legt der Verein fest:

„Zweck des Vereins ist es, das Modellbahnerhobby, insbesondere dessen kreativitäts- und aktivitätsbezogenen Aspekt sowie den persönlichen Kontakt unter den Modellbahnern auf überregionaler und internationaler Ebene zu fördern.“

Inhaltliche Schwerpunkte sind Bau und Normung von Modelleisenbahn-Modulen sowie die Veranstaltung von Treffen, auf denen die einzelnen Module zu vorab geplanten Modularrangements epochengerecht zusammengestellt werden. Dies bedeutet, dass nur in der Realität zeitlich zueinander passende Fahrzeuge, Bauten und technische Einrichtungen dargestellt und eingesetzt werden. Auf diesem Arrangement wird dann der Eisenbahnbetrieb nach Fahrplan durchgeführt. Jeder Zug hat einen Zugführer, der zumeist auch die Aufgabe des Lokführers übernimmt, und viele Betriebsstellen haben einen Fahrdienstleiter. Daher werden Modularrangements von mehreren Personen betrieben. Teilweise wird im Zugleitbetrieb gefahren, so dass ein Zugleiter notwendig wird.
Weitere Schwerpunkte sind die Entwicklung einer unter dem Namen Fremo-DCC bekannten digitalen Steuerung, die Umsetzung möglichst maßstabsgetreuer Bauweisen sowie die Herausgabe der Zeitschrift Hp1 Modellbahn.

## Module

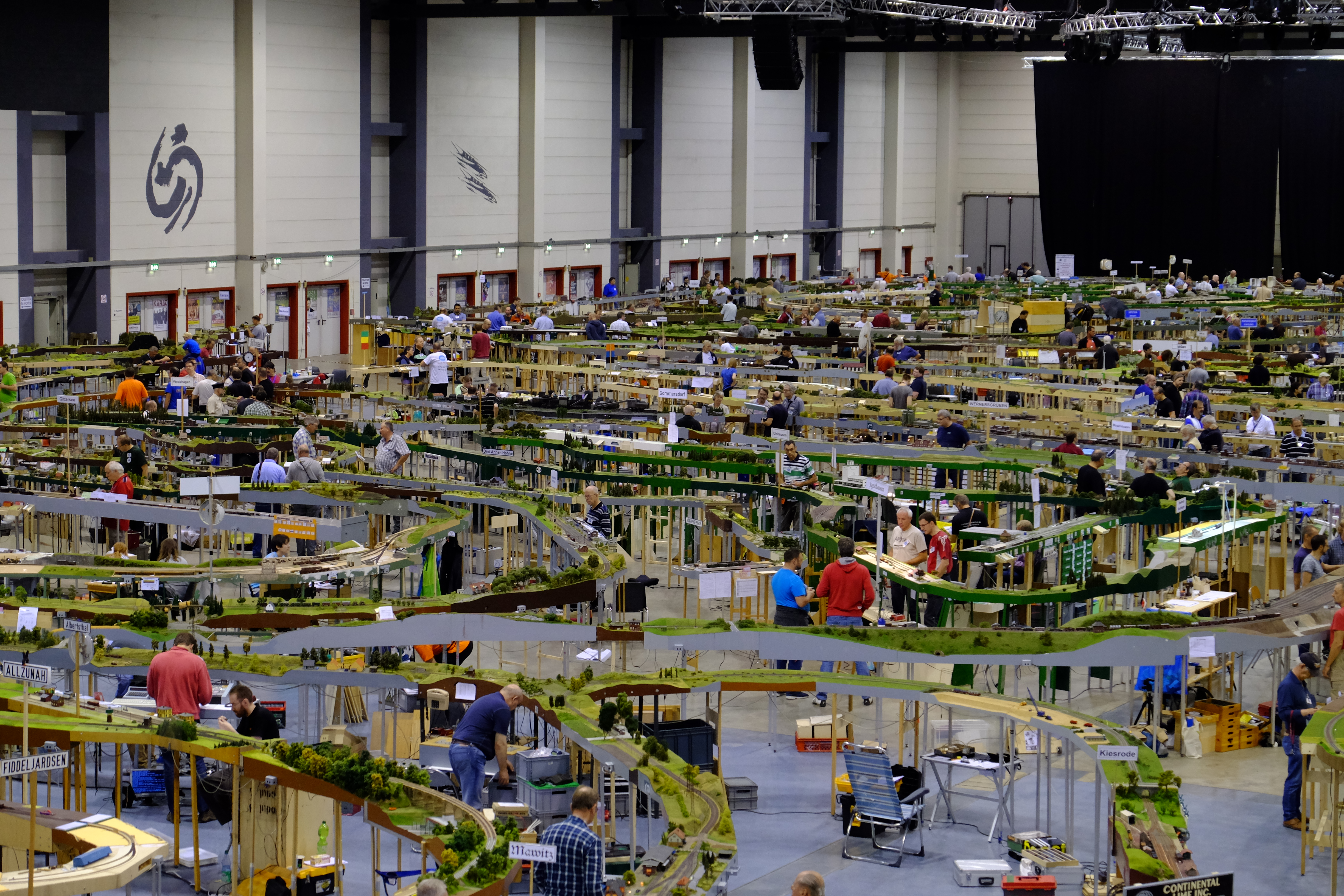
FREMO-Jahrestagung 2016 in Riesa – verschiedene Modulanlagen in einer Messehalle

Um auf den Fremotreffen die Module der einzelnen Mitglieder miteinander verbinden zu können, sind entsprechende eigene Normen geschaffen worden. Die Modulsysteme werden nach ihrer Baugröße und bedarfsweise nach einem Thema bezeichnet. Die wichtigsten Systeme sind:
- Im Maßstab 1:22,5 Spur II
- Im Maßstab 1:32: Spur I
- Im Maßstab 1:45: Spur 0, Spur 0m, Spur 0e,
- Im Maßstab 1:87:  Spur H0-Europa, Spur H0-fine, FREMO:87, Spur H0-USA, Spur H0m, Spur H0e, Spur H0f
- Im Maßstab 1:120: Spur TT
- Im Maßstab 1:160: N–RE (Regelspur Europa), americaN[3], fiNescale

Dazu kommen verschiedene Arbeitsgruppen, die sich auf weitere Themen spezialisieren.
Um die jeweils durchgehenden Gleise miteinander verbinden zu können, ist ein mechanischer und elektrischer Übergang zwischen den einzelnen Modulen definiert.
Ein weiterer Gesichtspunkt (neben Epoche und Vorbildregion) stellt auch das verwendete Gleismaterial dar: Die Geometrie von Gleisen aus Großserienfertigung unterscheidet sich deutlich vom Vorbild; häufig ist auch die Höhe des Schienenprofils der Modellgleise größer als eine genaue Maßstabsumrechnung ergibt. Am Gleismaterial orientiert sich die Geometrie der Fahrzeugräder. Die Umsetzung eines möglichst vorbildnahen Rad-Schiene-Systems gehört zu den wichtigsten Themen des FREMO.
Die Modulsysteme legen neben dem genormten Modulübergang keine weiteren Abmessungen der Module fest. Die Modulsysteme H0-Europa und N kennen ein- und zweigleisige Modulübergänge, alle anderen Systeme haben eine eingleisige Schnittstelle.
FreModule unterscheiden Strecken- und Betriebsstellenmodule. Streckenmodule enthalten keine Weichen und können elektrisch einfach ausgeführt werden; sie werden von den Zügen zwischen den Betriebsstellen durchfahren. Unter den Betriebsstellenmodulen versteht man neben Bahnhöfen auch die Bahnanlage der freien Strecke, wie Anschlussstellen, Abzweigstelle, Blockstellen und Haltepunkte.

## FREMO Normen
In Ergänzung zu den einschlägigen Normen, Richtlinien und Empfehlungen des Verbandes der Modelleisenbahner und Eisenbahnfreunde Europas (MOROP), der die Normen Europäischer Modellbahnen (NEM) herausgibt, und der National Model Railroad Association (NMRA), die die NMRA-Normen herausgibt, erarbeitet FREMO eigene eigenständige ergänzende Normen.

### Liste ausgewählter FREMO Normen
- Modulnorm für Modellbahn im Maßstab 1:160 nach amerikanischem Vorbild (americaN)[5]
- Modulnorm für Modelleisenbahnen im Maßstab 1:87, Spur H0m (Gleisprofil Code 55, h = 1,37 mm bis Code 75, h = 1,90 mm; Radsätze: Es wird das Radprofil RP 25 angestrebt; Lichtraumprofil auch für Rollbock- beziehungsweise Rollwagenbetrieb, und so weiter)
- Modul-Norm 7.00 Spur 0m (Spur 0-22,2), 0-Schmalspur 1000 mm, Allgemein (Gleisprofil Code 100, h = 2,50 mm. Es wird das Radprofil RP 25 angestrebt. Das Radsatzinnenmaß beträgt 20 mm + 0,2 mm. Weitere Maße sieh Modul-Norm 7.05. )[6]
- Modul-Norm 7.05 Spur 0m (Spur 0-22,2), 0-Schmalspur 1000 mm, Radsatz, Geleise und Weichen

### fiNescale
Nachdem in den Nenngrößen größer gleich H0 bereits seit längerem verschiedene verfeinerte Standards bestanden, gibt es in der Nenngröße N seit 1992 in einer kleinen FREMO-Gruppierung Bestrebungen, das Rad-Schiene-System, und damit die Spurführungsmasse der Weichen und Radsätze maßstäblich vorbildlicher unter dem Begriff fiNescale darzustellen und somit in diesem Bereich eine bessere Vorbildwirkung zu erzielen. Die Rad-Schiene-Geometrie ist deswegen nicht kompatibel mit den vom MOROP herausgegebenen NEM-Normen oder den durch die NMRA herausgegebenen Normen. Das gilt insbesondere für die Spurkranzhöhe und Radbreite bei den Räder sowie den Rillenweite der Radlenker und Herzstücke in den Weichen. Die Gleise entstehen meist im Selbstbau, die Fahrzeuge werden entsprechend umgebaut oder von Kleinserienherstellern gefertigt. Gefahren wird auf Code 40-Schienen mit einer Schienenprofilhöhe von rund 1 mm, die einem Vorbild-Schienenprofil von rund 160 mm Höhe und damit in etwa dem UIC 60 Schienenprofil entspricht, oder noch feineren Gleisen mit heute meist digital gesteuerten Fahrzeugen. Auch die Kupplungen sind nicht NEM-Norm-kompatibel, weil die Fahrzeuge mit der vorbildähnlichen Magnetfeld-Kupplung (MFK) ausgestattet sind. Mit dieser Kupplung können nur vorbildgetreue Radien gefahren werden. Beim Modulbau werden bevorzugt reale Vorbilder umgesetzt.